# Jón Daði Böðvarsson
Jón Daði Böðvarsson (Selfoss, 25 mei 1992) is een IJslands voetballer die als aanvaller speelt voor UMF Selfoss. Jón Daði debuteerde in 2012 in het IJslands voetbalelftal.

## Carrière
Jón Daði brak door bij UMF Selfoss, waarmee hij twee keer promoveerde naar de Úrvalsdeild en ook twee keer weer degradeerde naar de 1. deild. Daarna verhuisde hij in 2013 naar Viking FK, dan actief in de Tippeligaen. Hiermee werd hij twee keer vijfde en één keer tiende. Jón Daði verruilde de Noorse club in januari 2016 voor Kaiserslautern, in de 2. Bundesliga. Hier speelde hij een half seizoen. Jón Daði tekende in augustus 2016 een contract tot medio 2019 bij Wolverhampton Wanderers. Dat was op dat moment actief in de Championship. De club was twee maanden eerder in handen gekomen van investeringsmaatschappij Fosun International, die geld vrijmaakte voor nieuwe spelers.
Hierna volgde nog een lange carrière bij tal van Britse clubs, achtereenvolgens Reading, Millwall, Bolton Wanderers, Wrexham en Burton Albion. In de zomer van 2025 keerde hij terug op het oude nest bij UMF Selfoss.

## Interlandcarrière
Jón Daði debuteerde in 2012 in het IJslands voetbalelftal. Lars Lagerbäck maakte op 9 mei 2016 bekend dat hij mee mocht naar het EK 2016, de eerste eindronde waarvoor de IJslanders zich ooit plaatsten. In de kwalificatie voor het toernooi had Jón Daði ook al in de meeste wedstrijden een basisplaats gekregen en in de eerste kwalificatiewedstrijd tegen Turkije het openingsdoelpunt gescoord. Op het toernooi startte Jón Daði alle wedstrijden vanaf het begin en speelde een belangrijke rol door in de beslissende laatste wedstrijd van de groepsfase tegen Oostenrijk 1-0 te scoren, IJsland won deze wedstrijd uiteindelijk met 2-1, waardoor het de volgende ronde bereikte. Hierin won IJsland verrassend met 2-1 van Engeland. IJsland werd in de kwartfinale uitgeschakeld door gastland Frankrijk, dat met 5–2 won.
Twee jaar later werd Jón Daði door toenmalig bondscoach Heimir Hallgrímsson geselecteerd voor het WK 2018, dit was ook de eerste maal dat IJsland zich voor een wereldkampioenschap plaatste. Hier kwam IJsland niet verder dan de groepsfase.

## Erelijst
| Kampioen 1. deild karla | 1x | 2009 |